# Foissiat
Foissiat es una comuna francesa del departamento de Ain, en la región de Auvernia-Ródano-Alpes.

## Demografía
| 1 674 | 1 515 | 1 403 | 1 466 | 1 481 | 1 562 | 1 782 | 1944 | 2 005 | 2090 | 2047 |
| Para los censos de 1962 a 1999 la población legal corresponde a la población sin duplicidades (Fuente: INSEE [Consultar]) |       |       |       |       |       |       |      |       |      |      |